# Lance Nethery
Lance Nethery (né le 28 juin 1957 à Toronto) est un ancien joueur de hockey sur glace, devenu entraîneur et manager.

## Carrière
Il est en 131e position lors du repêchage amateur de la LNH en 1977 lorsqu'il est choisi par les Rangers de New York avec lesquels il jouera 55 fois. L'attaquant joua aussi pour les Oilers d'Edmonton puis en Ligue américaine de hockey pour les Nighthawks de New Haven, les Indians de Springfield ou les Bears de Hershey. Après son arrivée en Europe en 1982, il intègre l'EV Duisbourg, le HC Davos et le SC Herisau. Ses plus grands succès sont deux titres de champion de Suisse avec le HC Davos en 1984 et 1985 puis vice-champion en 1986, une demi-finale avec les Rangers en 1981 et une finale de Coupe Calder en 1987 avec Hershey.
Après sa carrière de joueur, Lance Nethery devient entraîneur et gestionnaire de clubs, principalement en Allemagne. En 1990, il s'engage pour deux ans avec le HC Davos alors en Ligue nationale B. Il s'engage ensuite avec le CP Berne en Ligue nationale A avant d'aller en Allemagne.
En 1993, il est assistant du EV Landshut pour une saison. Il devient l'entraîneur en chef des Adler Mannheim de 1994 à 1999 et remporte trois fois de suite le championnat d'Allemagne lors des saisons 1996-1997, 1997-1998 et 1998-1999.
Il rejoint après les Kölner Haie avec qui il remporte la Coupe Spengler puis le championnat régulier et est vice-champion d'Allemagne. Après la nomination d'Andy Murray comme entraîneur, il passe manager. Il assure l'intérim après la démission de Bob Leslie. Au printemps 2002, il démissionne de tous ces postes et se fait remplacer par son assistant Rich Chernomaz (de) qui remporte le championnat.
Il retrouve un poste pour le championnat d'Allemagne de hockey sur glace 2002-2003 avec les Lions de Francfort. Après un conflit juridique avec les SERC Wild Wings, il devient simplement manager. Il change complètement l'équipe en recrutant 18 nouveaux joueurs qu'il confie à Patrick Lebeau et Jesse Bélanger. À l'issue de la saison 2003-2004, Francfort devient champion.
Durant le conflit de la LNH[Lequel ?], il fait venir Stéphane Robidas et Doug Weight.
Il s'engage après avec les DEG Metro Stars qui ont fait plusieurs mauvaises saisons avant 2004. Il engage Don Jackson (de). Au début de la saison 2007-2008, il licencie l'entraîneur Slavomír Lener et reprend lui-même l'entraînement de l'équipe qui va jusqu'en demi-finale des play-offs.
Pour la saison 2008-2009, Harold Kreis devient l'entraîneur. Le staff qui entraînait aux Adler Mannheim se réforme. L'équipe est remaniée avec le départ de Tore Vikingstad, Klaus Kathan, Robert Dietrich et Darren Van Impe. Elle atteint la finale des play-offs. Mais la saison suivante, après la trêve des Jeux Olympiques, les mauvais résultats s'enchaînent, Kreis et son assistant Mike Schmidt (de) sont licenciés avant la fin. L'intérim est assuré par Bob Leslie sans succès.
Pour la saison 2010-2011, l'entraîneur Jeff Tomlinson (de) et son assistant Tray Tuomie (de) disposent d'un budget réduit, ce qui les amène à se baser sur de jeunes joueurs comme Martin Hinterstocker (de), Diego Hofland (de) ou Marko Nowak. En janvier 2012, Nethery est licencié par l'équipe de Düsseldorf.
Il retrouve un poste en février 2013 chez les Kölner Haie et succède en tant que manager à l'ancien footballeur Thomas Eichin (de), parti pour le Werder Brême.

## Statistiques
| Saison    | Équipe                  | Ligue         |    | Saison régulière | Saison régulière | Saison régulière | Saison régulière | Saison régulière |   | Séries éliminatoires | Séries éliminatoires | Séries éliminatoires | Séries éliminatoires | Séries éliminatoires |
| Saison    | Équipe                  | Ligue         | PJ | B                | A                | Pts              | Pun              | PJ               | B | A                    | Pts                  | Pun                  |                      |                      |
| 1974-1975 | Mohawks de Burlington   | OHA-B         | 40 | 51               | 69               | 120              |                  | -                | - | -                    | -                    | -                    |                      |                      |
| 1975-1976 | Big Red de Cornell      | NCAA          | 29 | 18               | 27               | 45               | 16               | -                | - | -                    | -                    | -                    |                      |                      |
| 1976-1977 | Big Red de Cornell      | NCAA          | 29 | 32               | 46               | 78               | 18               | -                | - | -                    | -                    | -                    |                      |                      |
| 1977-1978 | Big Red de Cornell      | NCAA          | 26 | 23               | 60               | 83               | 12               | -                | - | -                    | -                    | -                    |                      |                      |
| 1978-1979 | Big Red de Cornell      | NCAA          | 27 | 18               | 47               | 65               | 30               | -                | - | -                    | -                    | -                    |                      |                      |
| 1978-1979 | Nighthawks de New Haven | LAH           | 1  | 0                | 0                | 0                | 0                | -                | - | -                    | -                    | -                    |                      |                      |
| 1979-1980 | Nighthawks de New Haven | LAH           | 74 | 23               | 39               | 62               | 20               | 10               | 3 | 12                   | 15                   | 2                    |                      |                      |
| 1980-1981 | Nighthawks de New Haven | LAH           | 36 | 18               | 30               | 48               | 8                | -                | - | -                    | -                    | -                    |                      |                      |
| 1980-1981 | Rangers de New York     | LNH           | 33 | 11               | 12               | 23               | 12               | 14               | 5 | 3                    | 8                    | 9                    |                      |                      |
| 1981-1982 | Rangers de New York     | LNH           | 5  | 0                | 0                | 0                | 0                | -                | - | -                    | -                    | -                    |                      |                      |
| 1981-1982 | Oilers d'Edmonton       | LNH           | 3  | 0                | 2                | 2                | 2                |                  |   |                      |                      |                      |                      |                      |
| 1981-1982 | Indians de Springfield  | LAH           | 9  | 5                | 5                | 10               | 0                | -                | - | -                    | -                    | -                    |                      |                      |
| 1981-1982 | Wind de Wichita         | LCH           | 46 | 35               | 32               | 67               | 26               | 7                | 1 | 4                    | 5                    | 8                    |                      |                      |
| 1982-1983 | EV Duisbourg            | 2. Bundesliga | 42 | 72               | 84               | 157              |                  | -                | - | -                    | -                    | -                    |                      |                      |
| 1982-1983 | Wind de Wichita         | LCH           | 10 | 7                | 5                | 12               | 0                | -                | - | -                    | -                    | -                    |                      |                      |
| 1983-1984 | HC Davos                | LNA           | 40 | 39               | 42               | 82               |                  | -                | - | -                    | -                    | -                    |                      |                      |
| 1984-1985 | HC Davos                | LNA           | 34 | 42               | 36               | 78               |                  | 4                | 2 | 1                    | 3                    |                      |                      |                      |
| 1985-1986 | HC Davos                | LNA           | 36 | 46               | 33               | 79               | 38               | 5                | 2 | 5                    | 7                    |                      |                      |                      |
| 1986-1987 | HC Davos                | LNA           | 36 | 23               | 31               | 54               | 12               | 10               | 5 | 7                    | 12                   |                      |                      |                      |
| 1987-1988 | HC Davos                | LNA           | 36 | 37               | 27               | 64               | 66               | 4                | 5 | 7                    | 12                   |                      |                      |                      |
| 1988-1989 | SC Herisau              | LNB           | 36 | 35               | 52               | 87               | 30               | -                | - | -                    | -                    | -                    |                      |                      |
| 1989-1990 | SC Herisau              | LNB           | 36 | 26               | 49               | 75               | 35               | -                | - | -                    | -                    | -                    |                      |                      |

## Titres et récompenses

### Joueur
- 1977 : deuxième équipe d'étoiles de l'ECAC
- 1978 : première équipe d'étoiles de l'ECAC
- 1978 : joueur de l'année de l'ECAC
- 1978 : première équipe All-American Est de la NCAA
- 1979 : première équipe d'étoiles de l'ECAC
- 1979 : première équipe All-American Est de la NCAA
- 1984 : champion de Suisse avec le Hockey Club Davos
- 1985 : champion de Suisse avec le HC Davos

### Dirigeant
- 1997 : champion d'Allemagne avec les Adler Mannheim (entraîneur)
- 1998 : champion d'Allemagne avec les Adler Mannheim (entraîneur)
- 1999 : champion d'Allemagne avec les Adler Mannheim (entraîneur)
- 2000 : Coupe Spengler avec les Kölner Haie (entraîneur et manager)
- 2004 : champion d'Allemagne avec les Frankfurt Lions (manager)
- 2006 : Coupe d'Allemagne de hockey sur glace avec les DEG Metro Stars (manager)